# Max Ernst
Max Ernst (n. 2 aprilie 1891, Brühl, Regatul Prusiei, Imperiul German – d. 1 aprilie 1976, Paris, Franța) a fost un pictor și sculptor modernist german, care a aderat în 1919 la curentul dadaist, pentru ca, în anul 1924 - odată cu apariția oficială a suprarealismului - să se încadreze în această mișcare.

## Viața și opera
Max Ernst, fiul unui pictor care lucra la o școală de surdo-muți, s-a născut la 2 aprilie 1891 în orășelul Brühl, lângă Köln. În anul 1908 începe să studieze Filosofia, Psihologia și Istoria Artelor la Universitatea din Bonn, unde îi va cunoaște pe pictorul August Macke - care îl introduce în grupul "Der Blaue Reiter" ("Călărețul albastru") - și pe sculptorul Hans Arp, cu care va deveni prieten foarte apropiat. Începuturile sale artistice stau sub influența pronunțată a expresionismului german pe de o parte, și a operelor lui Giorgio De Chirico pe de altă parte. Citește de asemenea foarte mult, cunoaște operele lui Sigmund Freud, Guillaume Apollinaire și Arthur Rimbaud. În timpul primului război mondial este rănit și demobilizat. În anul 1918 se căsătorește cu Lou Strauss, dar, în 1922, după nașterea unui fiu, căsnicia lor se destramă.

### Perioada dadaistă
După ce se întoarce la Köln se împrietenește cu pictorul Johannes Theodor Baargeld și - împreună - aderă în 1919 la mișcarea dadaistă, cu care îi familiarizase Hans Arp. Baargeld, Arp și Ernst vor crea așa-numitele "Fatagaga" (prescurtare de la Fabrication de Tableaux Garantis Gazométriques: "Fabricare de tablouri garantat gazometrice"), lucrări comune apărute din experimente legate de legea hazardului.
Își prezintă colajele la Târgul Internațional "Dada" de la Berlin, din anul 1920. În anul 1921, André Breton prezintă publicului parizian o selecție a operelor lui Max Ernst. Un an mai târziu, artistul sosește la Paris, unde va rămâne cea mai parte a vieții.
Max Ernst este una dintre personalitățile marcante ale dadaismului. Din această perioadă păstrează - printre altele - plăcerea pentru experimente. În decursul întregii sale cariere nu va înceta să elaboreze noi mijloace de expresie și creație. Se servește în manieră originală de metoda colajului, în 1925 imaginează tehnica frotajului, care constă în frecarea creionului pe hârtia fixată în crăpăturile din parchet și, ulterior, în completarea imaginilor astfel obținute cu motive personale. Colajele lui Ernst - spre deosebire de acele hârtii lipite ale cubiștilor sau de asamblajele "Merz" ake lui Kurt Schwitters - sunt fragmente de poezii dadaiste, transcripții extravagante sau descrieri banale, adeseori redactate în mai multe limbi. Max Ernst dezvoltă și alte tehnici semiautomate: amprente, zgârieturi (grattage), decalcomanii, fotomontaje sau dripping-uri (metodă constând în împrăștierea vopselei cu ajutorul unui bețișor pe pânza întinsă jos pe podea).

### Perioada suprarealistă
Max Ernst nu a primit viză pentru a participa în 1921 la expoziția sa de la
Paris organizată de André Breton, Franța fiind încă dominată după primul război mondial de sentimente antigermane. Câteva luni mai târziu, André Breton și Max Ernst se întâlnesc în Tirol, apoi Breton și Paul Éluard cu soția lui Gala pleacă la Köln. Max Ernst se împrietenește cu Éluard și devine amantul soției acestuia. Éluard, adept al iubirii libere, nu protestează, o va ceda de fapt mai târziu definitiv pe Gala lui Salvador Dalí. În anul 1925, după apariția oficială a suprarealismului, Ernst aderă la această mișcare, din care va fi mai târziu de două ori exclus, în 1938 și 1954. Din 1922 se stabilește la Paris și este cosemnatar al revistei "Manifestul Suprarealismului", participă la toate expozițiile mișcării și se îndrăgostește de Marie-Berthe Aurenche, care în ochii lui posedă "frumusețea personajelor lui Botticelli". O va părăsi totuși pentru o tânără irlandeză, Leonora Carrington, pictoriță ca și el. Amândoi pleacă în 1941 în America, Leonora se îmbolnăvește însă de o afecțiune psihică, iar Ernst își găsește scăparea cu o altă amantă, Peggy Guggenheim, din familia cunoscuților colecționari de artă, cu care se și căsătorește, dar căsnicia lor nu va dura nici măcar un an. În 1942, pleacă în Arizona cu pictorița Dorothea Tanningg, cu care se va căsători în anul 1946. Va reveni în Franța în 1953, iar un an mai târziu primește Marele Premiu la Bienala de la Veneția, fapt pentru care grupul suprarealist îl renegă. Max Ernst moare la 1 aprilie 1976 în Paris.
Din anul 1924 până în 1938, Max Ernst este unul din reprezentanții de frunte ai picturii suprarealiste, în mod evident sub influența lui Giorgio De Chirico. Totuși Ernst se deosebește de predecesorul său prin dimensiunea uneori blasfemică ("Maica Domnului pedepsind pe Pruncul Iisus", 1926, "Pietà sau revoluția nocturnă", 1923) a operei sale, moștenire a spiritului anarhic specific revoltei dadaiste. În 1929, se întâlnește cu Alberto Giacometti și publică romanul-colaj "Femeia cu o sută de capete", creat din 147 de colaje publicate, cu subtitluri poetice. În același an, colaborează cu Salvador Dalí la filmul suprarealist "Vârsta de aur". Cultul pentru insolit se păstrează și în sculpturile sale, unde - concrete și pregnante - volumele au totuși capacitatea de a instaura convențiile visului.
Creația lui Max Ernst, localizată "în afara picturii" - după cum singur obșnuia să spună - va influența în mod considerabil numeroase generații de artiști, mai ales în Statele Unite, ca Jackson Pollock sau Robert Motherwell.